# Gorman (Karolina Północna)
Gorman – jednostka osadnicza w Stanach Zjednoczonych, w stanie Karolina Północna, w hrabstwie Durham.